# Journal of Pediatric Psychology
Journal of Pediatric Psychology est une revue scientifique à comité de lecture dans le domaine de la psychologie du développement.  

## Histoire
La revue est créée en 1976 et est éditée par les éditions Oxford University Press pour le compte de la Society of Pediatric Psychology, division 54 de l'Association américaine de psychologie (APA), dont elle est l'organe scientifique. La rédactrice en chef est Tonya M. Palermo, professeure à la faculté de médecine de l'université de Washington (Seattle). Selon le Journal Citation Reports, le journal a en 2016 un facteur d'impact de  2.444, ce qui la met à la 21e place sur 70 revues de psychologie.
La revue publie des articles de recherche, théoriques et cliniques, destinés aux chercheurs comme aux professionnels du champ.

## Recensions
La revue est indexée par PsycINFO, ERIH et JCR. Elle est sur la liste des revues qualifiantes proposée par l'HCERES/CNU pour le domaine psychologie, éthologie et ergonomie (2011).